# Canton de Comps-sur-Artuby
Le canton de Comps-sur-Artuby est une division administrative française située dans le département du Var et la région Provence-Alpes-Côte d'Azur.

## Géographie
Ce canton est organisé autour de Comps-sur-Artuby dans l'arrondissement de Draguignan. Son altitude varie de 630 m (Trigance) à 1 700 m (La Roque-Esclapon) pour une altitude moyenne de 920 m.

## Histoire
- De 1833 à 1848, les cantons de Comps et de Fayence avaient le même conseiller général. Le nombre de conseillers généraux était limité à 30 par département[1].

## Représentation

### Conseillers généraux de 1833 à 2015
| Période       | Période          | Identité                                           | Étiquette              | Qualité                                                                                              |
| ------------- | ---------------- | -------------------------------------------------- | ---------------------- | --- |
| 1833          | 1839             | Pierre Théodore Gardiol de Seillans (1765-1860)    |                        | Propriétaire, maire de Fayence                                                                       |
| 1839          | 1848             | Emmanuel Poulle                                    | Majorité ministérielle | Premier Président de la Cour royale d'Aix Député (1831-1848) Propriétaire à Montauroux et aux Salles |
| 1848          | 1852             | Jules Léger Bérenger (1803-1858)                   |                        | Juge au Tribunal civil de Castellane                                                                 |
| 1852          | 1855 (décès)     | Antoine-Adolphe Vicomte de Partouneaux (1801-1855) | Bonapartiste           | Maire de Puget-sur-Argens Député (1852-1855)                                                         |
| 1855          | 1870             | Jules Lescuyer d'Attainville                       | Bonapartiste           | Inspecteur des Eaux et Forêts Maire de Notre-Dame-du-Thil (Oise) Député (1855-1869)                  |
| 1870          | 1871             | Jean Baptiste Henri Maurin (1797-1878)             |                        | Propriétaire, président de la commission municipale de Comps                                         |
| 1871          | 1877             | Joseph Antoine Jacques Gilly (1842-?)              | Droite                 | Avocat à Marseille                                                                                   |
| 1877          | 1883             | Honoré Senglar (1806-1885)                         | Républicain            | Ancien professeur de l'université Maire de Draguignan en 1878                                        |
| 1883          | 1919             | Oscar Michel (1841-?)                              | Rad.                   | Négociant - Maire de Draguignan (1878-1881)                                                          |
| 1919          | 1928 (démission) | Jean Montet                                        | Rad.                   | |
| 1928          | 1937             | Joseph Collomp                                     | SFIO                   | Représentant de commerce et négociant Maire de Draguignan (1925-1940) Député (1936-1942)             |
| 1937          | 1940             | Ernest Maurel                                      | SFIO                   | Professeur Premier adjoint au Maire de Draguignan                                                    |
|               |                  |                                                    |                        | |
| 1945          | 1970             | Ernest Maurel                                      | SFIO                   | Professeur                                                                                           |
| 1970          | 1971 (décès)     | Raoul Meynard                                      | DVD                    | Maire de Comps-sur-Artuby                                                                            |
| 19 avril 1971 | 1985             | Félix Levavasseur                                  | SE puis App. PS        | Maire de La Roque-Esclapon                                                                           |
| 1985          | 2007 (décès)     | Max Demaria                                        | PS                     | Professeur de collège, adjoint au maire de Draguignan                                                |
| 2007          | 2015             | Raymonde Carletti                                  | PS                     | Chef comptable Maire de La Martre depuis 1995                                                        |

### Conseillers d'arrondissement (de 1833 à 1940)
| Période                                  | Période          | Identité                             | Étiquette | Qualité |
| ---------------------------------------- | ---------------- | ------------------------------------ | --------- | --- |
| 1833                                     | 1839             | Joseph-Antoine Cartier (1776-1852)   |           | Chef de bureau à la Préfecture du Var, notaire, maire de Comps                                              |
| 1839                                     | 1868 (décès)     | Antoine-Auxille Abeille (1794-1868)  |           | Juge de paix à Comps                                                                                        |
| 1869                                     | 1870             | Pierre-Christophe Granet (1811-1893) |           | Géomètre, juge de paix, Brovès                                                                              |
| 1871                                     | 1877             | Célestin Sauteron                    |           | Notaire, maire de Comps                                                                                     |
| 1877                                     | 1883             | Pierre-Maximin Blanc (1837-1890)     |           | Notaire à Comps, propriétaire à Brovès                                                                      |
| 1883                                     | 1889             | Antoine Bonnetty                     |           | Médecin, maire de Comps                                                                                     |
| 1889                                     | 1895             | Joseph-Henry Roquemaure              |           | Négociant, propriétaire, maire de Comps                                                                     |
| 1895                                     | 1895 (démission) | Louis-Victor Héraud                  |           | Négociant, juge au Tribunal de commerce de Draguignan                                                       |
| 1896                                     |                  | Joseph-Henry Roquemaure              |           | Négociant, propriétaire, maire de Comps                                                                     |
|                                          |                  |                                      |           | |
| 1919                                     |                  | Victor Tripoul                       |           | Maire de Comps-sur-Artuby                                                                                   |
| 1928                                     | 1940             | Auguste Martin                       | Radical   | |
| 1940                                     |                  |                                      |           | Les conseils d'arrondissement ont été suspendus par la loi du 12 octobre 1940 et n'ont jamais été réactivés |
| Les données manquantes sont à compléter. |                  |                                      |           | |

## Composition
Le canton de Comps-sur-Artuby groupe 9 communes et compte 1 397 habitants (recensement de 2010 sans doubles comptes).
| Nom                          | Code Insee | Intercommunalité                          | Superficie (km2) | Population (dernière pop. légale) | Densité (hab./km2) |
| ---------------------------- | ---------- | ----------------------------------------- | ---------------- | --------------------------------- | ------------------ |
| Comps-sur-Artuby (chef-lieu) | 83044      | CA Dracénie Provence Verdon agglomération | 63,49            | 376 (2014)                        | 5,9                |
| Bargème                      | 83010      | CA Dracénie Provence Verdon agglomération | 27,95            | 185 (2014)                        | 6,6                |
| La Bastide                   | 83013      | CA Dracénie Provence Verdon agglomération | 11,76            | 195 (2014)                        | 17                 |
| Le Bourguet                  | 83020      | CC Lacs et Gorges du Verdon               | 25,39            | 29 (2014)                         | 1,1                |
| Brenon                       | 83022      | CC Lacs et Gorges du Verdon               | 5,59             | 29 (2014)                         | 5,2                |
| Châteauvieux                 | 83040      | CC Lacs et Gorges du Verdon               | 14,97            | 84 (2014)                         | 5,6                |
| La Martre                    | 83074      | CC Lacs et Gorges du Verdon               | 20,37            | 205 (2014)                        | 10                 |
| La Roque-Esclapon            | 83109      | CA Dracénie Provence Verdon agglomération | 26,98            | 286 (2014)                        | 11                 |
| Trigance                     | 83142      | CC Lacs et Gorges du Verdon               | 60,60            | 175 (2014)                        | 2,9                |

## Démographie
| 1962 | 1968 | 1975 | 1982 | 1990 | 1999  | 2006  | 2009 |
| ---- | ---- | ---- | ---- | ---- | ----- | ----- | ---- |
| 614  | 717  | 754  | 852  | 928  | 1 109 | 1 294 | -    |